# Andrej Urlep
Andrej Urlep, slovenski košarkarski trener, * 19. julij 1957, Ljubljana. 
Urlep večino svoje trenerske kariere deluje na Poljskem, le v letih 1999 in 2000 je treniral ženski klub Imos Ježica. Najdlje je vodil poljski klub Śląsk Wrocław, med letoma 1997 in 1999, 2000 in 2002 ter 2006 in 2007, z njim je osvojil tudi štiri naslove poljskega prvaka. Med letoma 2002 in 2006 je vodil klub Anwil Włocławek, med letoma 2008 in 2009 Basket Kwidzyn, od leta 2009 pa je glavni trener pri klubu Turów Zgorzelec. 
Leta 1997 je vodil slovensko reprezentanco na Evropskem prvenstvu 1997, kjer je osvojila štirinajsto mesto, na mestu selektorja pa ga je zamenjal Boris Zrinski. Po desetih letih je ponovno prevzel vodenje reprezentance, tokrat poljske, s katero je na Evropskem prvenstvu 2007 osvojil šestnajsto mesto, kot poljski selektor pa ga je zamenjal Muli Katzurin.

## Trenerska kariera
- 2009-danes Turów Zgorzelec
- 2008-2009 Basket Kwidzyn
- 2006-2007 Śląsk Wrocław
- 2002-2006 Anwil Włocławek
- 2000-2002 Śląsk Wrocław
- 1999-2000 Imos Ježica
- 1997-1999 Śląsk Wrocław

## Trenerski uspehi
- Poljski prvak: 1998, 1999, 2001, 2002, 2003
- Poljski podprvak: Polski 2005, 2006